# 극초음속 유도탄
극초음속 유도탄
(Hypersonic speed Missile)은 마하 5 이상으로 날아갈 수 있는 유도탄이다. 초음속 유도탄으로는 탄도ㆍ순항 유도탄이 있다.

## 개발ㆍ운영 국가
- 조선민주주의인민공화국 화성-8형[2]
- 러시아 아방가르드
- 러시아 3M22 지르콘
- 러시아 Kh-47M2 킨잘
- 중국 둥펑-17
- 미국 AGM-183 ARRW

## 같이 보기
- 탄도 유도탄
- 초음속 유도탄
- 순항유도탄